# ビッスン級駆逐艦
| ビッスン級駆逐艦               | ビッスン級駆逐艦                                                                 |
| ------------------------------ | -------------------------------------------------------------------------------- |
| 竣工時の「ビッスン（Bisson）」 |                                                                                  |
| 艦級概観                       |                                                                                  |
| 艦種                           | 駆逐艦                                                                           |
| 艦名                           |                                                                                  |
| 前級                           | ブークリエ級                                                                     |
| 次級                           | アバントゥリエ級                                                                 |
| 性能諸元                       |                                                                                  |
| 排水量                         | 常備：756トン 満載：855トン                                                      |
| 全長                           | 78.1m                                                                            |
| 全幅                           | 8.63m                                                                            |
| 吃水                           | 3.1m                                                                             |
| 機関                           | アンドレ式重油専焼水管缶4基 +ブレゲー式直結タービン2基2軸推進                    |
| 最大出力                       | 15,000shp                                                                        |
| 速力                           | 30.0ノット                                                                       |
| 航続距離                       | 14ノット/1,350海里                                                               |
| 燃料                           | 重油：165トン                                                                    |
| 乗員                           | 83名                                                                             |
| 兵装                           | 10.2cm（45口径）単装速射砲2基 6.5cm（50口径）単装速射砲4基 45cm連装魚雷発射管2基 |

ビッスン級駆逐艦（びっすんきゆうくちくかんClasse Bisson）はフランス海軍が第一次世界大戦後に就役させた駆逐艦の艦級である。後に水雷艇に分類された。

## 概要
本級はフランス海軍が自国の沿岸保護のために1910年度海軍計画で6隻が建造・就役させたクラスである。

## 艦形
船首楼型船体であった。切り立った艦首から乾舷の高い艦首甲板上に1番10cm速射砲を単装砲架で1基を配置、その背後に測距儀を載せた箱型の艦橋を基部として簡素な単脚式の前部マストが立つ。船体中央部に4本煙突が立ち、その周囲は艦載艇置き場となっており、2本1組のボート・ダビッドが片舷1基ずつ計2基で運用された。中央部甲板上に45cm連装魚雷発射管が直列に2基が配置された。後部甲板上の後部見張り所が設けられ、その上の後部マストと2番10cm主砲が後ろ向きに1基配置された。
就役後の1910年代後半に7.5cm（35口径）速射砲と8mm（80口径）単装機銃2丁が追加装備された。

## 機関
本級の機関構成はアンドレ式重油専焼水管缶4基と直結タービン2基2軸推進の構成で最大15,000馬力で最大速力30.0ノットを発揮、石炭165トンで速力14ノットで1,350～1,400海里を航行できる設計であったが、艦によってタービン形式が異なった。「ビッスン」「ルノーダン」「コマンダンテ・ルーク」はブレゲー式、「プロテ」はパーソンズ式、「マンジーニ」はゾエリィ式、「マゴン」はラテュ式であった。

## 同型艦
- ビッスン（Bisson）
  - トゥーロン造船所にて1911年1月に起工、1912年9月12日進水、1913年竣工。1933年6月に除籍後解体処分。
- ルノーダン（Renaudin）
  - トゥーロン造船所にて1911年2月に起工、1912年3月20日進水、1913年竣工。1916年3月18日にドウラッツォ沖でオーストリア＝ハンガリー帝国海軍の潜水艦「U6」からの雷撃により戦没。
- コマンダンテ・ルーク（Commandant Lucas）
  - トゥーロン造船所にて1912年2月に起工、1914年7月11日進水、1914年竣工。1933年6月に除籍後解体処分。
- プロテ（Protet）
  - ロシュフォート造船所にて1912年7月に起工、1913年10月15日進水、1914年竣工。1933年2月に除籍後解体処分。
- マンジーニ（Mangini）
  - シュナイダー社シャロン＝シュル＝ソーヌ造船所にて1911年に起工、1913年3月31日進水、1914年竣工。1934年に除籍後解体処分。
- マゴン（Magon）
  - ブルターニュ造船所にて1911年に起工、1913年4月19日進水、1914年竣工。1926年2月に除籍後解体処分。

## 参考書籍
- 「Conway All The World's Fightingships 1906–1921」（Conway）